# Щербаков, Владимир Павлович
Владимир Павлович Щербаков (род. 21 марта 1941, Москва) — советский хозяйственный, государственный и политический деятель.

## Биография
Родился 21 марта 1941 года в Москве. Член КПСС.
С 1961 года — на хозяйственной, общественной и политической работе. В 1961—2015 годах — наладчик, инженер, заместитель начальника цеха, начальник цеха, заместитель директора, директор Московского завода автоматических линий, генеральный директор Московского ПО автоматических линий, председатель Московского городского совета профсоюзов, заместитель председателя Всесоюзного Центрального Совета Профессиональных Союзов (ВЦСПС), председатель Всеобщей конфедерации профсоюзов СССР, председатель Всеобщей конфедерации профсоюзов (ВКП)— международного профсоюзного объединения.
Избирался депутатом Верховного Совета РСФСР XI созыва.
В 1989—1991 годах избран народным депутатом СССР от профессиональных союзов СССР и членом Плановой и бюджетно-финансовой комиссии Совета Союза.
С 2004 года Генеральный секретарь Всеобщей конфедерации профсоюзов.
Делегат XXVII и XXVIII съездов КПСС.
В 2022 году, на IX Съезде Всеобщей конфедерации профсоюзов, избран Почётным Генеральным секретарём ВКП.
Живёт в Москве.

## Награды
- Орден Дружбы (18 декабря 2006 года) — за достигнутые трудовые успехи и многолетнюю добросовестную работу[3].
- Орден Ленина.
- Орден Трудового Красного Знамени.
- Орден Дружбы народов.
- Орден «Содружество» (18 апреля 2001 года, Совет Межпарламентской Ассамблеи государств — участников СНГ) — за активное участие в деятельности Межпарламентской Ассамблеи и её органов, вклад в укрепление дружбы между народами государств — участников Содружества[4].
- Памятный знак «МПА СНГ. 25 лет» (27 марта 2017 года, Межпарламентская ассамблея СНГ) — за содействие в деятельности Межпарламентской Ассамблеи и её органов[5].
- Почётная грамота Совета МПА СНГ (19 мая 2016 года, Межпарламентская ассамблея СНГ) — за активное участие в деятельности Межпарламентской Ассамблеи и её органов, вклад в укрепление дружбы между народами государств — участников Содружества Независимых Государств[6].